# Charles Manners-Sutton, 1. Viscount Canterbury

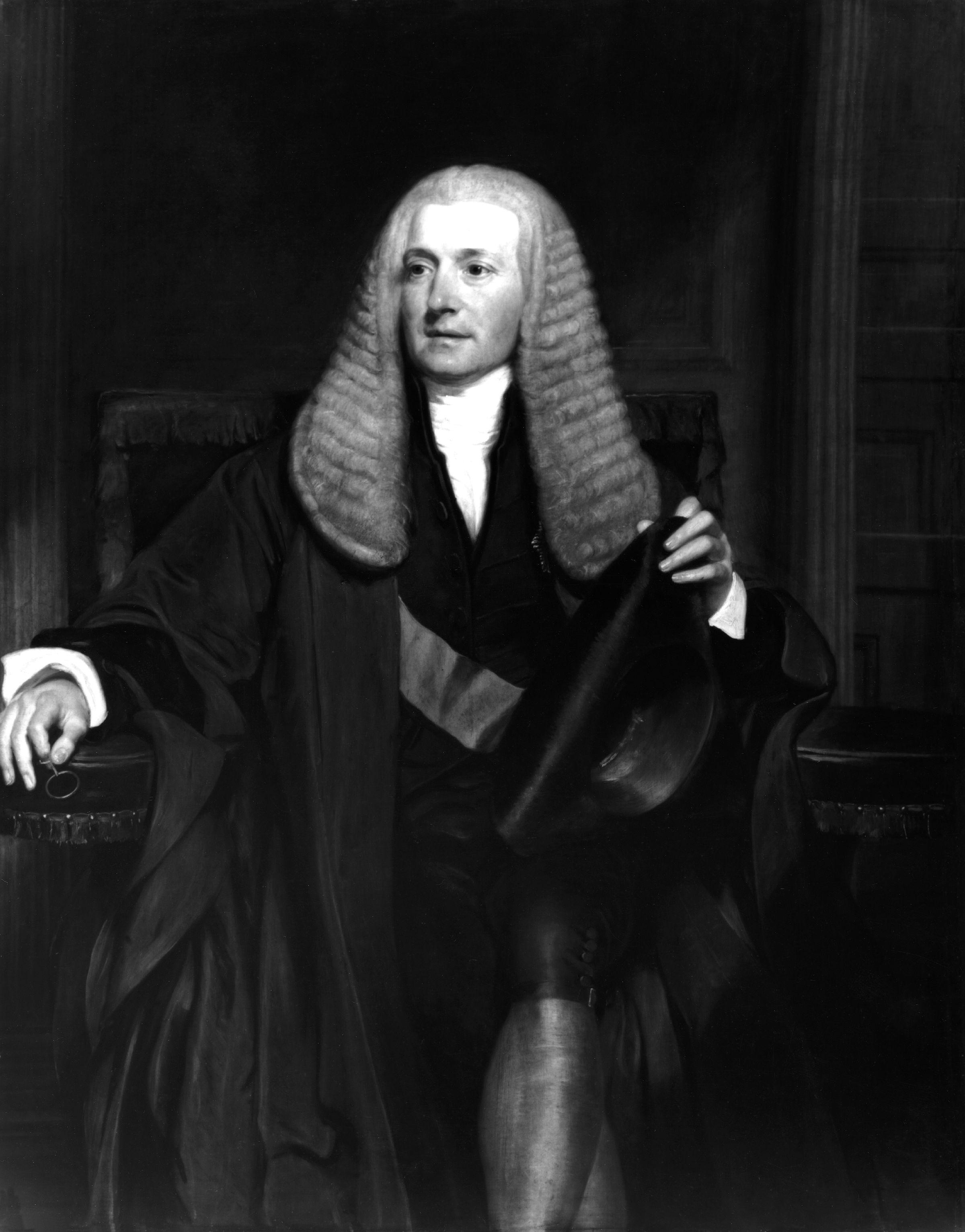
Charles Manners-Sutton, 1. Viscount Canterbury, 1833, Henry William Pickersgill

Charles Manners-Sutton, 1. Viscount Canterbury, PC (* 9. Januar 1780 in Screveton (Nottinghamshire); † 21. Juli 1845 in London) war ein britischer Politiker der Tories und Speaker des House of Commons.

## Familie und berufliche Laufbahn
Manners-Sutton entstammte einer einflussreichen politischen und klerikalen Familie. Sei Urgroßvater John Manners, 3. Duke of Rutland, war unter anderem Chancellor of the Duchy of Lancaster. Sein Onkel Thomas Manners-Sutton, 1. Baron Manners, war unter anderem als Lordkanzler von Irland tätig. Er selbst war der Sohn des späteren Erzbischofs von Canterbury, Charles Manners-Sutton. Sein jüngster Sohn John Manners-Sutton, 3. Viscount Canterbury war ebenfalls mehrere Jahre Unterhausabgeordneter und Lieutenant-Gouverneur von New Brunswick, Gouverneur von Trinidad sowie von Victoria.
Nach der Schulausbildung am Eton College absolvierte er ein Studium der Rechtswissenschaften am Trinity College der Universität Cambridge. Nach dem Studium, das er 1802 mit einem Bachelor of Arts (B. A.) und 1805 auch den akademischen Grad eines Master of Arts (M. A.) abschloss, erfolgte seine Zulassung zum Rechtsanwalt (Barrister) bei der Anwaltskammer von Lincoln’s Inn, eine der vier traditionellen Anwaltskammern (Inns of Court) von England und Wales. Später wurde er Seniormitglied (Bencher) des Lincoln’s Inn.
1811 heiratete Manners-Sutton Lucy Denison, mit der er zwei Söhne und eine Tochter hatte. Nachdem seine Frau 1815 gestorben war, heiratete er 1828 erneut. Aus dieser Ehe mit Ellen Power stammt eine Tochter. Manners-Sutton starb 1845, sein Titel ging auf den ältesten Sohn Charles über.

## Politische Laufbahn

### Abgeordneter und oberster Militärjurist
Manners-Sutton begann seine politische Laufbahn 1806 mit der Wahl zum Abgeordneten des House of Commons. Dort vertrat er als Tory bis 1832 den Wahlkreis Scarborough. Nach der Wahlrechtsreform (Reform Act 1832) war er bis 1835 Abgeordneter für den Wahlkreis der Universität Cambridge.
1809 wurde er von Premierminister Spencer Perceval zum Obersten Militärjuristen (Judge Advocate General) ernannt. Am 8. November 1809 wurde er außerdem zum Mitglied des Privy Council berufen. Nachdem Perceval als einziger Premierminister Großbritanniens am 11. Mai 1812 bei einem Attentat ermordet worden war, behielt Sutton-Manners das Amt des Obersten Militärjuristen bis 1817 auch unter dessen Nachfolger Robert Banks Jenkinson, 2. Earl of Liverpool.

### Parlamentssprecher und Mitglied des Oberhauses
Am 2. Juni 1817 wurde er dann als Nachfolger von Charles Abbot Sprecher (Speaker) des House of Commons. Während der politischen Krise zur Zeit der Wahlrechtsreform von 1832 wurde er zeitweise auch als möglicher Kandidat für das Amt des Premierministers genannt. Nach dem Wahlsieg der Whigs bei den Unterhauswahlen von 1834 wurde er im Dezember 1834 nach siebzehn Amtsjahren nicht wieder zum Unterhaussprecher gewählt. Nachfolger wurde am 19. Februar 1835 James Abercromby.
Das ihm stattdessen angetragene Amt eines britischen Hohen Kommissars (High Commissioner) in Kanada lehnte er jedoch ab.
Nach seinem Ausscheiden aus dem Unterhaus wurde er 1835 in den erblichen Adelsstand erhoben. Er führte den Titel eines Viscount Canterbury, of the City of Canterbury, und gehörte als solcher dem House of Lords an.

## Auszeichnungen
1824 verlieh ihm seine Alma Mater, das Trinity College, einen Ehrendoktortitel der Rechte (LL. D.). Am 31. August 1833 wurde er zum Knight Grand Cross des Order of the Bath (GCB) ernannt.